# Lichterprozession

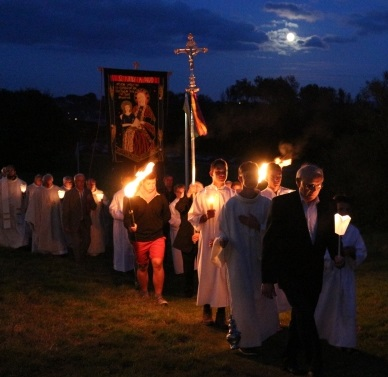
Lichterprozession im französischen Wallfahrtsort Sainte-Anne-la-Palud (Bretagne)

Als Lichterprozession bezeichnet man eine abendliche oder nächtliche religiöse Prozession, bei der die Teilnehmenden  brennende Lichter tragen.

## Lichterprozession als Teil der Liturgie
Römisch-katholische Kirche
Bei zwei Festen im Kirchenjahr der römisch-katholischen Kirche ist eine Lichterprozession Bestandteil der Liturgie:
- Am Fest der Darstellung des Herrn (Mariä Lichtmess, 2. Februar) beginnt die Liturgie mit einer Kerzenweihe möglichst außerhalb der Kirche, an die sich eine Prozession mit brennenden Kerzen in die Kirche anschließt, wo die heilige Messe gefeiert wird.
- Die Feier der Osternacht beginnt vor der Kirche mit der Segnung des Osterfeuers, der Bereitung und Entzündung der Osterkerze. Dann ziehen alle mit der brennenden Osterkerze unter dem dreimaligen Ruf „Lumen Christi“ oder „Christus, das Licht“ in die dunkle Kirche; nach dem zweiten oder dritten „Lumen Christi“ gibt man das Licht der Osterkerze an die Kerzen weiter, die alle in Händen tragen. Mit dem feierlichen Gesang des Exsultet endet die einleitende Lichtfeier.

Orthodoxe Liturgie
In der orthodoxen Liturgie gehört eine Lichterprozession zur Wasserweihe am Fest der Erscheinung des Herrn (6. Januar).

## Volksfrömmigkeit
Am Vorabend einer Kirchweihe fanden Lichterprozessionen mit den Reliquien statt, die bei der Weihe am Folgetag in den Altar eingemauert wurden. Dieser Brauch wird mancherorts heute noch praktiziert.
Lichterprozessionen sind an zahlreichen Wallfahrtsorten üblich wie in Fátima, in Kevelaer und in Lourdes, wo seit 1872 bei günstigem Wetter täglich um 21 Uhr eine einstündige Lichterprozession mit Rosenkranzgebet häufig mehrere tausend Teilnehmer hat. Ferner finden sie statt aus Anlass einer Festwoche (Oktav) zu Heiligen- und Patronatsfesten, öfters zum Fest der heiligen Anna.